# Revisão criminal
Revisão criminal é uma ação penal de conhecimento de natureza constitutiva, sujeita as condições da ação de procedibilidade impostas a toda ação criminal como: 
- possibilidade jurídica do pedido;
- legitimação ad causam;
- legítimo interesse.

Somente será admitida a Revisão dos Autos Findos quando a sentença condenatória for:
- Contrária ao texto de Lei;
- Se fundar em depoimentos , exames ou documentos comprovadamente falsos;
- após a sentença, se forem descobertas novas provas da inocência do condenado ou de circunstâncias que determinem ou autorizem diminuição especial de pena;

A Revisão criminal verificará:
- se a decisão realmente transitou em julgado;
- cabimento; 
- se não se trata de mera reiteração;
- incidência da prescrição da pretensão punitiva;
- prescrição retroativa;
- competência do Tribunal;
- se não é caso de aplicação de uma nova Lei mais benigna, de competência do Juízo de Execução Penal.

## Cabimento
Quanto ao cabimento será: da decisão condenatória que transitou em julgado no primeiro grau; ou que transitou em julgado na instância superior. Poderá também ser interposta Revisão Criminal da condenação do Tribunal do Júri.

## Prazo
Poderá ser requerida  a qualquer tempo, antes da extinção da pena ou após, porém não será admitido a reiteração do pedido, salvo se fundado em novas provas.

## Competência
São processadas e julgadas: pelo STF, quando a condenação for proferida por ele; nos demais casos será julgada pelo Tribunal de Recursos, Tribunal de Justiça na seção Criminal ou de Alçada.

## Processamento
No direito brasileiro a revisão criminal é regulamentada nos arts 621-631 do Código de Processo Penal. Deverá ser feito um requerimento com a certidão de haver transitado em julgado a sentença condenatória e com peças que comprovem os fatos arguidos. O requerimento será distribuído a um relator e a um revisor, no qual o relator deverá ser  integrante do tribunal que não tenha pronunciado decisão em qualquer fase do processo e poderá determinar que se apensem aos autos originais se daí não existir dificuldade para a execução normal da sentença.
Caso o relator julgue insuficientemente instruído o pedido e inconveniente ao interesse da justiça que se apensem os autos originais, indeferilo-a in limine, dando recurso para as câmaras reunidas ou para o Tribunal.
Interposto o recurso por petição e independentemente de termo o relator apresentará o processo em mesa para o julgamento e relatará sem tornar parte da discussão. 
Caso o requerimento não seja deferido in limine, será aberta vista dos autos ao procurador geral, para dar parecer em 10 dias, em seguida examinados os autos, sucessivamente ao relator e ao revisor, em 10 dias também, então será julgado o pedido na sessão que o presidente designar.
Julgando procedente a revisão o Tribunal poderá alterar a classificação da infração, absolver o réu, modificar a pena ou anular o processo. De qualquer forma não poderá ser agravada a pena imposta pela decisão revista.